# Szikes pusztai gyepek
A szikes pusztai gyepek (alacsony füvű szikes puszták, Festucion pseudovinae Soó 1933) a szikes puszták és sztyepprétek (pusztai gyepek, Artemisio – Festucetalia pseudovinae Soó 1968) társulástani rend egyik csoportja.

## Jellemzésük
Általában alacsony gyepek, amelyekben a domináns növények:
- füvek, például a sovány csenkesz (veresnadrág csenkesz, áljuh csenkesz, Festuca pseudovina) vagy
- sások, például a keskeny levelű sás (Carex stenophylla).

Az asszociációcsoport jellemző fajkombinációjában elsősorban obligát halofitonokat találunk:
- sziki üröm alfajai (Artemisia santonicum subsp. monogyna és Artemisia santonicum subsp. patens),
- magyar sóvirág (Limonium gmelinii subsp. hungaricum),
- karcsú kerep (Lotus angustissimus),
- ragadós mécsvirág (Silene viscosa),
- sziki útifű (Plantago maritima),
- erdélyi útifű (Plantago schwarzenbergiana),
- Kitaibel-keserűfű (Polygonum bellardii),
- sziki lórom (Rumex pseudonatronatus),
- sziki varjúháj (Sedum caespitosum),
- sziki here (Trifolium angulatum),
- cérnahere (Trifolium micranthum),
- pusztai here (bodorka, Trifolium retusum),
- sudár here (Trifolium strictum),
- földben termő here (Trifolium subterraneum)
- hólyagos here (Trifolium vesiculosum).

Gyakoriak még a legeltetést-taposást jelző, tűrőképes fajok:
- réti fátyolvirág (Gypsophila muralis),
- sziki árpa (Hordeum hystrix),
- lándzsás útifű (Plantago lanceolata).

A gyep hézagaiban növő, egyéves, „opportunista” fajok:
- büdös zsázsa (Lepidium ruderale),
- madárkeserűfű (Polygonum arenastrum),
- egynyári szikárka (Scleranthus annuus).

Az alattuk kialakuló mohaszint jellegzetes moha- és zuzmófajai:
- parázsmoha (Ceratodon purpureus),
- hamuszínű moha (Rhacomitrium canescens), illetve
- a tölcsérzuzmók (Cladonia spp.).

## Rendszertani felosztásuk
Az asszociációcsoportban három növénytársulást különböztetünk meg:
- füves szikes puszta (Achilleo setaceae – Festucetum pseudovinae Soó (1933) 1947 corr. Borhidi 1996),
- ürmöspuszta (ürmös szikes puszta, Artemisio santonici – Festucetum pseudovinae Soó in Máthé 1933 corr. Borhidi 1996),
- magyar imolás sziki sztepprét (Centaureo pannonicae – Festucetum pseudovinae Klika & Vlach 1937)